# Le Baiser de l'artiste
Le Baiser de l'artiste est une performance réalisée par Orlan en 1977. À l'occasion de la Foire internationale d'art contemporain de cette année-là, elle s'assied sur un piédestal derrière une photographie grandeur nature de son propre corps nu et elle propose aux visiteurs des baisers au prix de cinq francs. 

## Description de l’œuvre
Il s'agit d'une installation qui présente sur un socle noir, deux aspects du personnage de l'artiste : une madone et une amazone. 
La madone est une photographie d'ORLAN en taille réelle contrecollée sur un support en bois. C'est un autoportrait qui fait partie de la série Le Drapé – le Baroque. ORLAN est représentée en Sainte Thérèse vêtue d'un drap blanc de son trousseau, portant un nouveau-né réalisé de balles de tissu. Le sein droit émerge du drapé. Devant elle sont posés cinq cierges, et un bouquet de lys blancs est placé devant cette représentation. 
À côté de la madone, sur le même piédestal figure l'amazone. Son buste est une photographie du corps d'ORLAN, découpée et contrecollée sur un panneau. Le sein droit clignote. Ce buste présente une fente au niveau du cou qui permet d'introduire une pièce de cinq francs qui tombe dans le pubis transparent.
Cette installation est présentée la première fois en 1976, à la Maison de la Culture de Caldas da Rainha au Portugal. Elle est ensuite présentée en 1977 à la quatrième Foire internationale d’art contemporain, à Paris. ORLAN s'installe sans y être invitée à l'intérieur du Grand Palais. Elle propose plusieurs heures par jour son baiser de l'artiste. 
ORLAN se tient derrière la photographie de son buste et propose au public pour cinq francs le baiser de l'artiste ou un cierge à Sainte Thérèse. 

## Interprétation
Il s'agit d'une critique du rapport entre l'art et l'argent et du corps de la femme marchandisé. Cette performance interroge les clichés et les stéréotypes dans une vision féministe.

## Réception de l’œuvre
Cette performance fait scandale. ORLAN perd son emploi de formatrice à l'animation socio-culturelle, malgré la grève des étudiants. Elle acquiert la célébrité dans le monde de l'art.  En 1978, elle est invitée à présenter son installation dans l'exposition Langages au féminin, à l'espace lyonnais d'art contemporain. En 1991, cette œuvre entre dans la collection du FRAC des Pays de la Loire.
Cette œuvre est présentée en 2008 dans le cadre de l'exposition WACK! Art and the Feminist Revolution au National Museum of Women in the Arts de Washington.